# Jim Parker
James Thomas Parker (Macon, Georgia, 3 de abril de 1934 – Columbia, Maryland, 18 de mayo de 2005), más conocido como Jim Parker, fue un jugador profesional estadounidense de fútbol americano que se desempeñó en la posición de offensive tackle y guard en la National Football League (NFL). Es miembro del Salón de la Fama del Fútbol Americano Profesional.

## Carrera
Parker jugó como profesional once temporadas en Baltimore Colts (1957-1967), equipo en el que se retiró.

## Reconocimiento
El 28 de julio de 1973, ingresó como miembro al Salón de la Fama del Fútbol Americano Profesional.